# Ministre des Approvisionnements
Le ministre de l'Approvisionnement était le responsable du Ministère de l'approvisionnement, qui  coordonnait la fourniture d'équipements pour les forces armées britanniques. Il fut créé en 1939.

## Ministre des Approvisionnements 1939-1959
| Nom | Nom               | Portrait | Début de mandat | Fin de mandat   | Parti politique  |
| --- | ----------------- | -------- | --------------- | --------------- | ---------------- |
|     | Leslie Burgin     |          | 14 juillet 1939 | 12 mai 1940     | Liberal National |
|     | Herbert Morrison  |          | 12 mai 1940     | 3 octobre 1940  | Labour           |
|     | Andrew Duncan     |          | 3 octobre 1940  | 29 juin 1941    | National         |
|     | Max Aitken        |          | 29 juin 1941    | 4 février 1942  | Conservateur     |
|     | Andrew Duncan     |          | 4 février 1942  | 26 juillet 1945 | National         |
|     | John Wilmot       |          | 3 août 1945     | 7 octobre 1947  | Labour           |
|     | George Strauss    |          | 7 octobre 1947  | 26 octobre 1951 | Labour           |
|     | Duncan Sandys     |          | 31 octobre 1951 | 18 octobre 1954 | Conservateur     |
|     | Selwyn Lloyd      |          | 18 octobre 1954 | 7 avril 1955    | Conservateur     |
|     | Reginald Maudling |          | 7 avril 1955    | 16 janvier 1957 | Conservateur     |
|     | Aubrey Jones      |          | 16 janvier 1957 | 22 octobre 1959 | Conservateur     |